# Mostra de Cinema Mundial
A Mostra de Cinema Mundial (Indie) é uma mostra de cinema que ocorre anualmente em São Paulo, no estado de São Paulo, e em Belo Horizonte, no estado de Minas Gerais.
Criado em 2001, o evento ocorre simultaneamente nas duas capitais brasileiras e em mais 17 países como Estados Unidos, Inglaterra, França, China, Alemanha, Japão, Filipinas, Irã, Venezuela, Serra Leoa, Argélia, Hungria, Israel, Indonésia, Índia e Tailândia. Nos 8 anos de existência, alcançou a marca de 150.000 espectadores, 981 filmes exibidos em 1.427 sessões gratuitas.